# Reserva Nacional Matsés
Die Reserva Nacional Matsés (RNM) ist ein nationales Schutzgebiet in Nordost-Peru in der Region Loreto. Es wurde am 26. August 2009 eingerichtet. Verwaltet wird es von der staatlichen Naturschutz-Agentur Servicio Nacional de Areas Naturales Protegidas por el Estado (SERNANP). Das Areal besitzt eine Fläche von 4206,35 km². Es wird in der IUCN-Kategorie VI als ein Schutzgebiet geführt, dessen Management der nachhaltigen Nutzung natürlicher Ökosysteme und Lebensräume dient. Es dient der Erhaltung der natürlichen Flussläufe in den Flusssystemen von Río Gálvez, Río Tapiche und Río Blanco und damit einem Ökosystem  bedrohter Pflanzen- und Tierarten. Der Name des Schutzgebietes leitet sich von Matsés, einer Sprache und Volksgruppe in der Region, ab.

## Lage
Das Schutzgebiet liegt in der Provinz Requena und erstreckt sich über Teile der Distrikte Yaqerana, Requena und Soplin. Es befindet sich 60 km südöstlich der Provinzhauptstadt Requena. Das Schutzgebiet wird von den Flüssen Río Blanco und Río Tapiche im Südwesten und Westen sowie vom Río Gálvez im Osten begrenzt.

## Ökologie
Zu den etwa 60 Säugetier-Arten in dem Areal gehören der Große Ameisenbär (Myrmecophaga tridactyla), der Südliche Tamandua (Tamandua tetradactyla), das Halsbandpekari (Pecari tajacu), das Weißbartpekari (Tayassu pecari), der Flachlandtapir (Tapirus terrestris), der Jaguar (Panthera onca), der Südamerikanische Fischotter (Lontra longicaudis), der Riesenotter (Pteronura brasiliensis) und der Amazonasdelfin (Inia geoffrensis). Zu den 12 Primaten-Arten im Gebiet zählt der Springtamarin (Callimico goeldii), der Rote Uakari (Cacajao calvus) und der Mönchsaffe (Pithecia monachus). Zu den Nagetieren in dem Gebiet gehört das Paka (Cuniculus paca) und die Pakarana (Dinomys branickii). Ferner gibt es zahlreiche Vogel-, Reptilien- und Amphibienarten, die typisch für das Amazonastiefland sind. Die Flora ist mit mindestens 1150 Arten vertreten, darunter die Palmenart Mauritia carana.

## Bilder von im Schutzgebiet vorkommenden Tieren

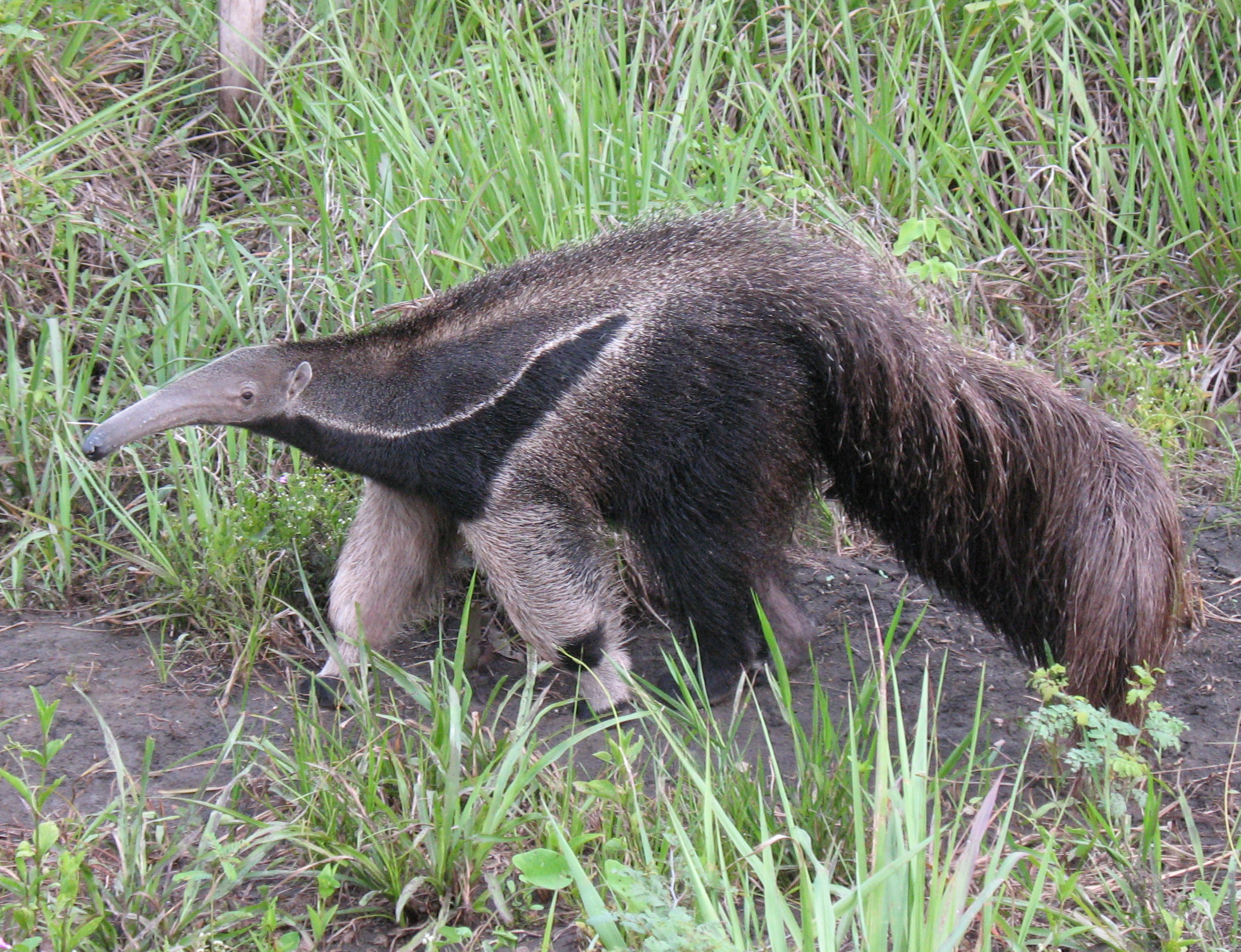
Großer Ameisenbär
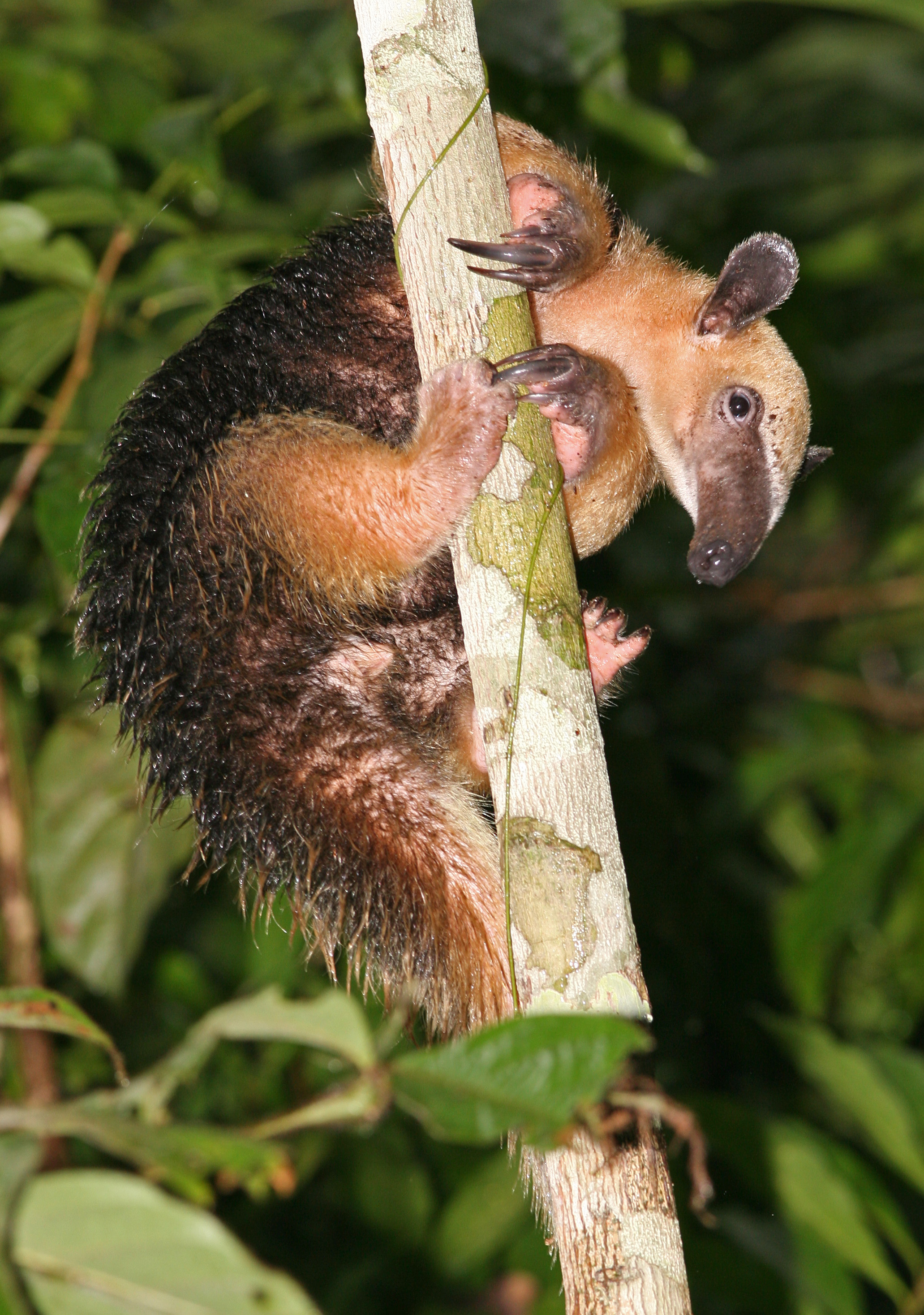
Südlicher Tamandua
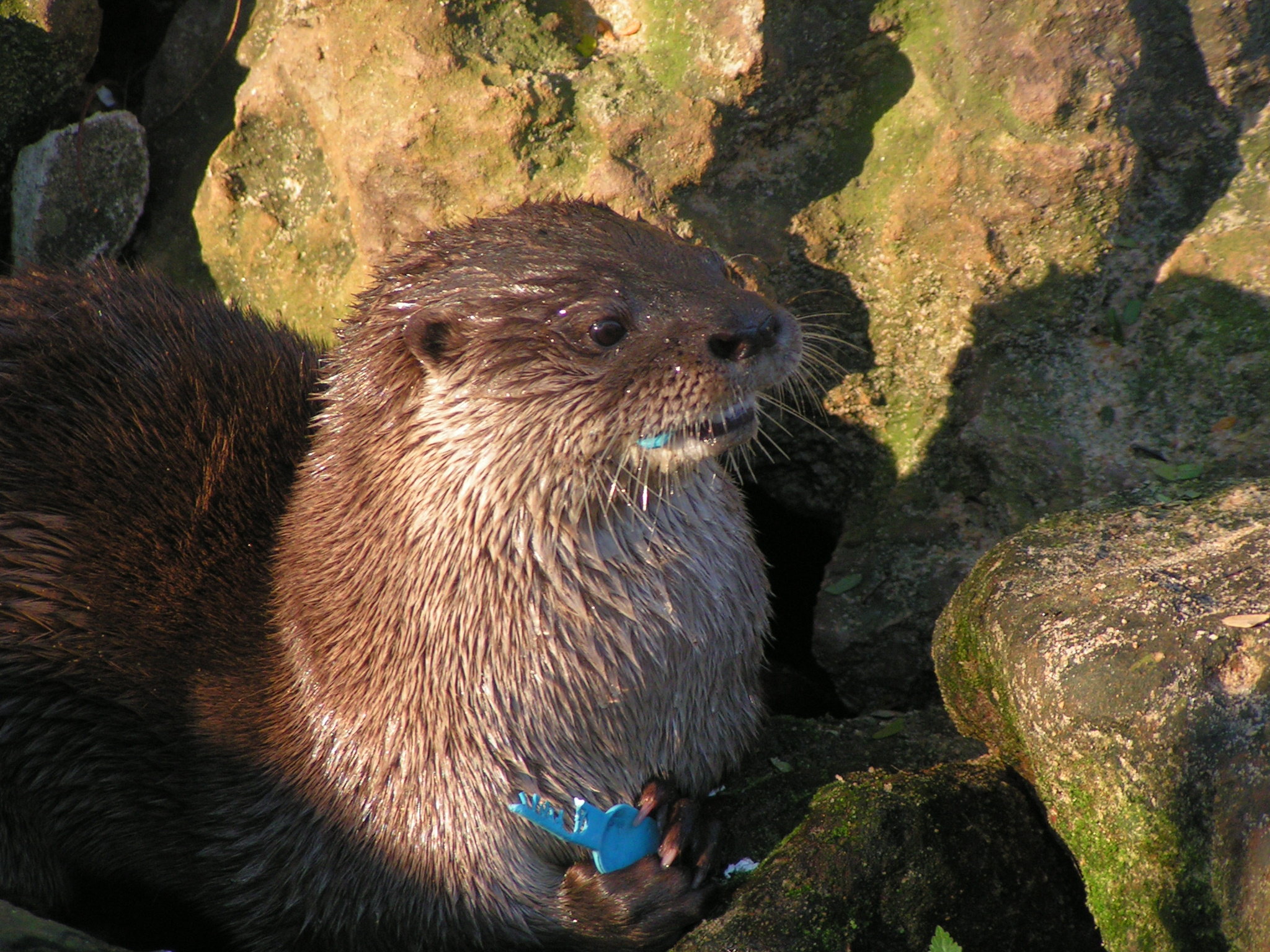
Südamerikanischer Fischotter